# Ahrweilerplatz (Düren)

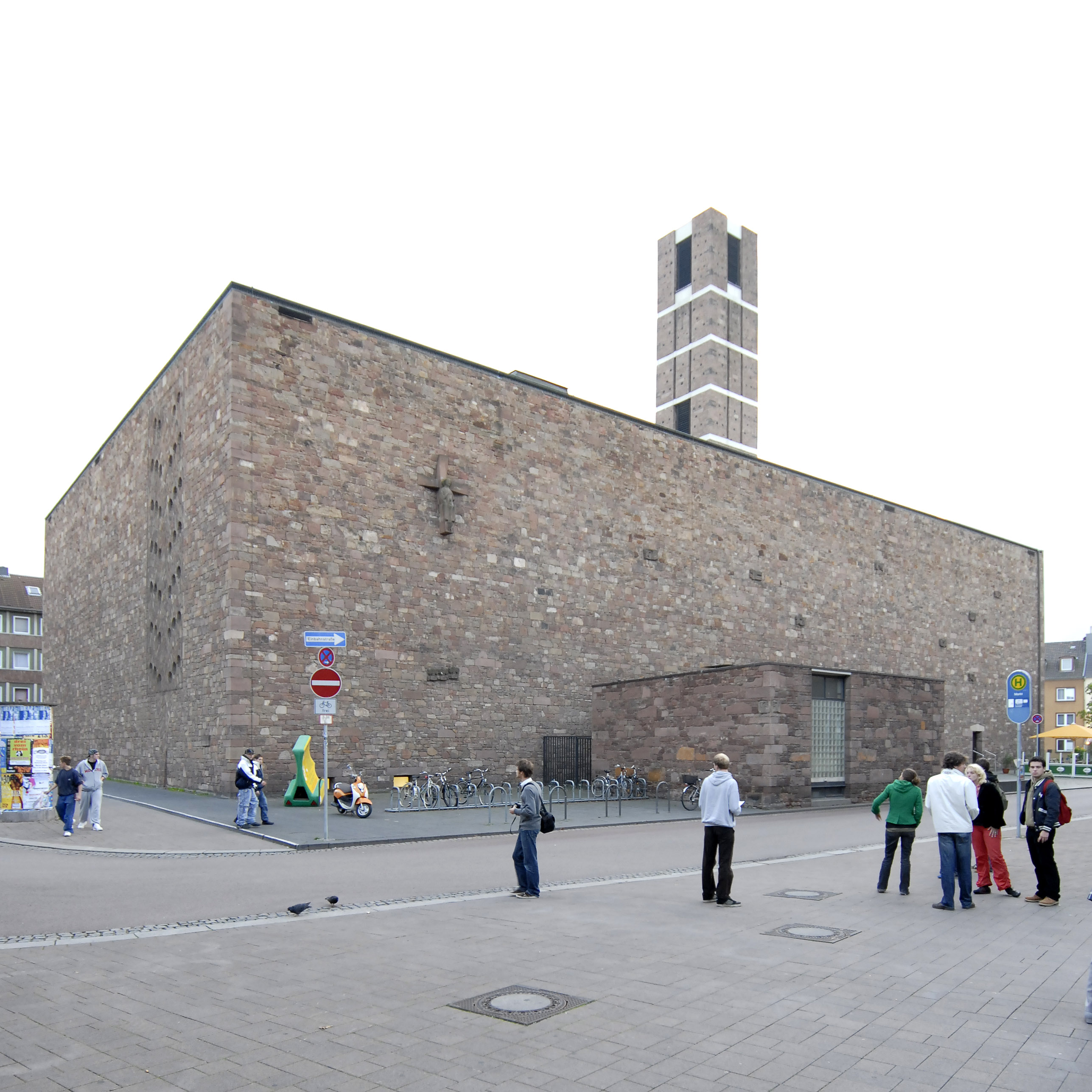
Ahrweilerplatz nach Südwesten mit St. Anna

Der Ahrweilerplatz in Düren ist ein nördlich und westlich der zentralen Pfarrkirche St. Anna gelegener innerstädtischer Platz.

## Lage
Der Platz liegt zwischen der Oberstraße und der Wilhelmstraße. Die Fahrbahn ist als Einbahnstraße von der Oberstraße her ausgeschildert. Im Westen geht der Ahrweilerplatz in den Annaplatz über. Dort mündet auch der Steinweg in den Ahrweilerplatz. Die beiden Plätze umgeben die Annakirche, die zentrale Kirche der Dürener Gemeinde St. Lukas. 

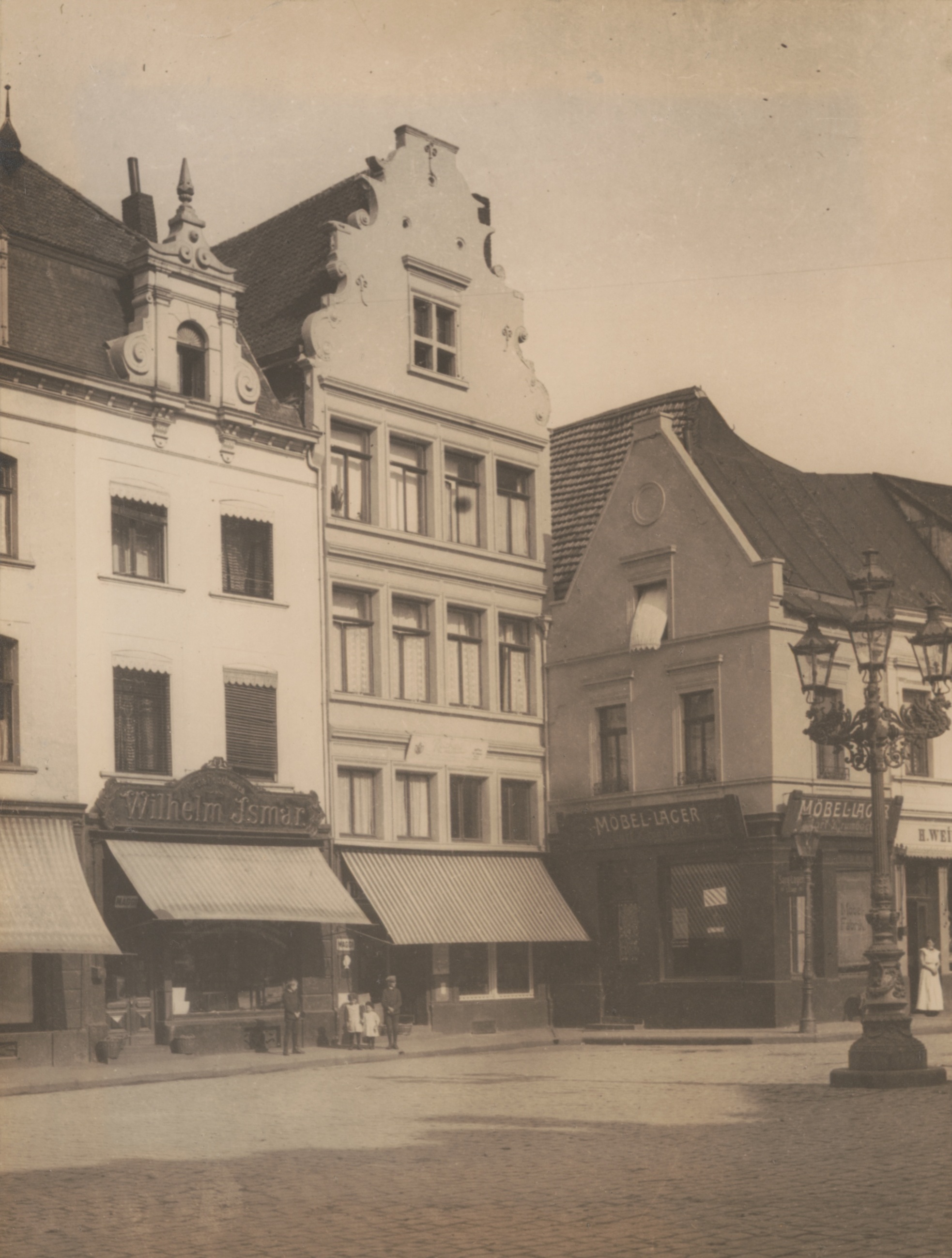
Blick nach Nordosten, Ahrweilerplatz 3 (Foto von Erwin Quedenfeldt, um 1903–15)

## Geschichte
Der Platz lag früher innerhalb der Dürener Stadtbefestigung. Der westliche Teil des Platzes hieß früher Hühnermarkt. Alexander Theodor Ahrweiler (1786–1868) war ein verdienstvoller Stifter für das Stiftische Gymnasium. Zu seinen Ehren wurde 1881 der Platz, der früher „Deutscher Friedhof“ (nach der dort liegenden deutschen Schule) hieß, nach ihm benannt. An dem Platz stand das Beenes, ein Beinhaus, in dem die bei neuen Gräbern zum Vorschein kommenden Gebeine gesammelt wurden.

## Heutige Nutzung
Am Ahrweilerplatz befinden sich diverse gastronomische Betriebe. Im Sommer finden auf dem Platz Open-Air-Konzerte unter dem Titel „Airweiler“ statt.